# Parablennius parvicornis
Parablennius parvicornis és una espècie de peix de la família dels blènnids i de l'ordre dels perciformes present des de Mauritània fins al Congo, incloent-hi les Illes Canàries, Cap Verd i Madeira. També al Marroc i a les Açores.
Els mascles poden assolir els 12 cm de longitud total.